# William Martin (velista)
Charles William Martin (Rouen, 25 ottobre 1828 – Parigi, 25 febbraio 1905) è stato un velista francese.
Partecipò ai giochi della II Olimpiade di Parigi nel 1900 a bordo di Crabe II e Pirouette. Con la prima imbarcazione vinse una medaglia d'argento nella gara olimpica della classe da mezza a una tonnellata mentre con la seconda ottenne la settima posizione nella gara olimpica della classe da tre a dieci tonnellate. Prese parte anche alla gara di classe aperta ma non la completò.

## Palmarès
| Anno | Manifestazione | Sede   | Evento         | Risultato |
| ---- | -------------- | ------ | -------------- | --------- |
| 1900 | Olimpiadi      | Parigi | Classe ½-1 ton | Argento   |